# Neostenanthera yalensis
Neostenanthera yalensis är en kirimojaväxtart som först beskrevs av John Hutchinson, John McEwan Dalziel, G. P. Cooper och Samuel James Record, och fick sitt nu gällande namn av John Hutchinson. Neostenanthera yalensis ingår i släktet Neostenanthera och familjen kirimojaväxter. Inga underarter finns listade i Catalogue of Life.